# Lezhë prefektur
Lezha prefektur (alb. Qarku i Lezhës) är en av Albaniens tolv prefekturer. Den bestod fram till 2014 av distrikten distrikten Kurbin, Lezhë, och Mirditë med Lezha som residensstad.
Lezhë prefektur består sedan 2014 av kommunerna Kurbin, Lezhë, Mirditë.
Andra orter i Qarku i Lezhës är Kurbnesh, Laç, Mamurras, Milot, Rrëshen, Rubik och Shëngjini .
| Kommuner | Admistrativa enheter i kommunen                                                          | Tidigare distrikt |
| -------- | ---------------------------------------------------------------------------------------- | ----------------- |
| Kurbin   | Fushë-Kuqejë, Laç, Mamurras, Milot                                                       | Kurbin            |
| Lezhë    | Balldren i Ri, Blinisht, Dajç, Kallmet, Kolsh, Lezhë, Shëngjin, Shënkoll, Ungrej, Zejmen | Lezhë             |
| Mirdita  | Fan, Kaçinar, Kthella, Orosh, Rrëshen, Rubik, Selita                                     | Mirditë           |